# Философски алтернативи
„Философски алтернативи“ е българско философско научно списание, издавано от Института за изследване на обществата и знанието при БАН. То се явява като продължение на списание „Философска мисъл“ и излиза след 1992 г.
„Философски алтернативи“ е единственото реферирано академично списание за философия, излизащо на български език. В него публикуват авторитетни български изследователи и автори от чужбина, утвърдили се в областта на философията. Списанието дава поле за изяви и на млади и перспективни учени – асистенти, докторанти, студенти. Приемат се за публикуване ръкописи в областите: онтология, епистемология, философия на науката, история на философията, философска антропология, философия на историята, етика, естетика, логика, политология, психология, социология. Публикуват се също преводни статии, рецензии за книги, информативни материали, интервюта.
Излиза в 6 книжки годишно – през февруари, април, юни, август, октомври, декември.
Статиите в списание „Философски алтернативи“ се индексират от: The Philosopher’s Index, EBSCOhost, Central and Eastern European On-line Library (www. ceeol.com). От 2021 г. списанието е включено в ERIH Plus.
ISSN 0861 7899. Главен редактор – Мартин Табаков.